# Eulogius z Córdoby
Svatý Eulogius z Córdoby († 11. března 859) byl kněz a křesťanský mučedník.

## Životopis
Pocházel ze šlechtické rodiny. Studoval v klášteře svatého Zoila. Později byl vysvěcen na kněze. Během pronásledování křesťanů byl vězněn. Poté, co se situace uklidnila, byl zvolen arcibiskupem v Toledu ve Španělsku. O pár let později byl ale  zajat muslimy a následně uvězněn a popraven. 
Během svého života napsal knihu s názvem Memoriale Sanctorum, která popisuje osudy křesťanů zavražděných v roce 853. 
Jeho památka se slaví 11. března.